# Hebe Camargo
Hebe Maria Camargo, conosciuta anche col soprannome Rainha da TV Brasileira (Taubaté, 8 marzo 1929 – San Paolo, 29 settembre 2012), è stata una conduttrice televisiva, attrice e cantante brasiliana.

## Biografia
Dotata di una bella voce da mezzosoprano, negli anni '40, insieme alla sorella Estela, creò il duo musicale noto come Rosalinda e Florisbela, che si esibì in radio. Pose fine a quell'esperienza dopo che fu invitata da Assis Chateaubriand a partecipare alla prima trasmissione in diretta della televisione brasiliana.
Recitò poi in alcuni film diretti da Mazzaropi; in uno di essi fu la partner di Agnaldo Rayol, col quale lavorò anche in seguito.
Negli anni '50 ritornò in televisione, venendo ingaggiata come conduttrice presso TV Paulista. Nel 1955 apparve nel primo programma televisivo brasiliano dedicato alle donne, O Mundo é das Mulheres, che andava in onda cinque volte a settimana.
Nel 1960 iniziò una carriera da cantante solista, protrattasi per decenni nonostante gli impegni sul piccolo schermo.
Negli anni '60 divenne un volto di Rede Record, dove condusse diverse trasmissioni: sempre per quest'emittente recitò eccezionalmente in una telenovela, As Pupilas do Senhor Reitor, impersonando una cantante di cabaret.  Mentre dagli anni '70 alla prima metà degli '80 si divise tra TV Globo e Rede Bandeirantes.
Da marzo 1986 a dicembre 2010 animò su SBT Programa Hebe, una delle trasmissioni brasiliane più longeve.
Nei programmi da lei condotti ebbe modo di intervistare illustri personalità straniere come Neil Armstrong, Edith Piaf, Christian Barnard, Amália Rodrigues e Julio Iglesias. 
Morì nel 2012 per un tumore al peritoneo. Al momento del decesso era una delle donne brasiliane più ricche (divenne nota infatti anche per la sua vita mondana), con un patrimonio ammontante a 360 milioni di R$. 

## Vita privata
A 18 anni rimase incinta: era stato il suo primo rapporto sessuale e ai genitori lei non disse nulla. Decise di affidarsi a una donna che operava aborti clandestinamente e senza anestesia essendo sprovvista di lauree o altri titoli di studio. In un'intervista del 2005, alla domanda se fosse ancora favorevole all'interruzione volontaria di gravidanza, Hebe Camargo rispose: "Sono cattolica, ma in alcuni casi difendo l'aborto. La figlia di un mio conoscente è stata violentata e la famiglia non voleva l'aborto. È stato peggio: il figlio è nato con la faccia dello stupratore, uno stigma per il resto della sua vita". 
Nel 1964 si unì in matrimonio con Decio Capuano, un commerciante di auto usate, dal quale ebbe il suo unico figlio, il conduttore televisivo Marcello Camargo. La coppia divorziò nel 1971 ; nei successivi quattro anni Hebe Camargo rimase lontana dalla tv per occuparsi esclusivamente di Marcello. Dal 1973 al 2000 fu sposata con Lelio Ravagnani, per molti anni suo agente, di cui poi rimase vedova. Entrambi i mariti la fecero molto soffrire.  Dopo la morte di Ravagnani, Hebe Camargo scelse come agente il nipote Claudio Pessutti, figlio di Lourdes, la sorella maggiore. Pessutti, che era di religione anglicana, negli ultimi anni fu produttore televisivo presso la Globo; morì nel 2021 per complicazioni da Covid-19. 

## Nella cultura di massa
- Nel 2019 è uscito un lungometraggio sulla sua vita, Hebe: A Estrela do Brasil, con l'attrice Andréa Beltrão nel ruolo della Camargo. Ne è stata fatta anche una versione per la tv, Hebe, in forma di miniserie, che ha fatto vincere un Emmy ad Andréa Beltrão.

## Premi
- O rosto de São Paulo
  - 1990
- Cidadã Paulistana da parte della Câmara Municipal
  - 1994
- Tributo de Portugal
  - 2002
- Prêmio especial, del Prêmio Contigo!
  - 2007
- Título de Professor Honoris Causa por Universidade FIAM-FAAM
  - 2009
- Prêmio LIDE 2010 do Comitê Executivo do Grupo de Líderes Empresariais
  - 2010
- Troféu Mario Lago no Domingão do Faustão[6]
  - 2010
- Prêmio da Junta Diretiva de 2010 da Academia Latina da Gravação[7]
  - 2010
- Premio Faz Diferença - Categoria Rivista della TV 2011[8]
  - 2010
- O Maior Brasileiro de Todos os Tempos (56º posto)
  - 2012
- Troféu Imprensa
  - 1963, 1964, 1965, 1967, 1968, 1969, 1972, 1973, 1987, 1988, 1990, 1991, 1992, 1993, 1994, 1995, 1996, 1999, 2000, 2002, 2003, 2005, 2007, 2008 e 2009 Miglior presentatrice televisiva
- Troféu Internet 
  - 2001, 2002, 2003, 2005, 2007, 2008 e 2009 Miglior presentatrice televisiva
- Miglior intervista della Associação Paulista dos Críticos de Artes
- Miglior presentatrice del programma di audizione della Academia Brasileira de Letras